# Box-office Italie 1956-1957
Cet article traite du box-office de la saison cinématographique 1956-1957 en Italie.

## Les 20 premiers
Les films sont classés selon les recettes réelles de la Société italienne des auteurs et éditeurs (SIAE, Società Italiana degli Autori ed Editori), fournies par les volumes Platea in piedi exprimées en lires italiennes,,. Lorsque les données SIAE pour le nombre d'entrées ne sont pas disponibles, les recettes réelles ont été divisées par le prix moyen du billet estimé à 147 lires en 1956-57.
Pour certains titres étrangers, les données SIAE ne sont pas disponibles, la position dans le classement est obtenue sur la base des données disponibles auprès du Giornale dello spettacolo,.
| Rang | Titre                        | Pays                                                            | Réalisateur          | Recettes Italie (lires) | Entrées Italie |
| ---- | ---------------------------- | --------------------------------------------------------------- | -------------------- | ----------------------- | -------------- |
| 1    | Guerre et Paix               | Drapeau des États-Unis · Drapeau de l'Italie                    | King Vidor           | 2 370 000 000           | 15 707 723     |
| 2    | Trapèze                      | Drapeau des États-Unis                                          | Carol Reed           |                         |                |
| 3    | Tu seras un homme, mon fils  | Drapeau des États-Unis                                          | George Sidney        |                         |                |
| 4    | Picnic                       | Drapeau des États-Unis                                          | Joshua Logan         |                         |                |
| 5    | Le Conquérant                | Drapeau des États-Unis                                          | Dick Powell          |                         |                |
| 6    | Pauvres mais beaux           | Drapeau de l'Italie                                             | Dino Risi            | 998 000 000             | 6 789 115      |
| 7    | La Croisée des destins       | Drapeau des États-Unis                                          | George Cukor         |                         |                |
| 8    | Anastasia                    | Drapeau des États-Unis                                          | Anatole Litvak       |                         |                |
| 9    | Géant                        | Drapeau des États-Unis                                          | George Stevens       |                         |                |
| 10   | Le Disque rouge              | Drapeau de l'Italie                                             | Pietro Germi         | 811 000 000             | 5 517 007      |
| 11   | Du rififi chez les hommes    | Drapeau de la France                                            | Jules Dassin         |                         |                |
| 12   | Michel Strogoff              | Drapeau de la France · Drapeau de l'Italie                      | Carmine Gallone      | 744 969 000             | 5 067 816      |
| 13   | Souvenirs d'Italie           | Drapeau de l'Italie                                             | Antonio Pietrangeli  | 732 000 000             | 4 979 592      |
| 14   | Bambino                      | Drapeau de l'Italie                                             | Giorgio Simonelli    | 730 337 000             | 4 968 279      |
| 15   | Écrit sur du vent            | Drapeau des États-Unis                                          | Douglas Sirk         |                         |                |
| 16   | Totò, Peppino et la danseuse | Drapeau de l'Italie                                             | Camillo Mastrocinque | 682 700 000             | 4 644 218      |
| 17   | L'Homme qui en savait trop   | Drapeau des États-Unis                                          | Alfred Hitchcock     |                         |                |
| 18   | Sous le signe de la croix    | Drapeau de l'Italie · Drapeau du Mexique · Drapeau de l'Espagne | Guido Brignone       | 672 494 000             | 4 574 789      |
| 19   | Le Cygne                     | Drapeau des États-Unis                                          | Charles Vidor        |                         |                |
| 20   | Donatella                    | Drapeau de l'Italie                                             | Mario Monicelli      | 647 165 000             | 4 402 483      |